# Gare de Cholet
La gare de Cholet est une gare ferroviaire française de la ligne de La Possonnière à Niort et de Clisson à Cholet, située sur le territoire de la commune de Cholet, dans le département de Maine-et-Loire en région Pays de la Loire.
C'est une gare de la Société nationale des chemins de fer français (SNCF), desservie par des trains express régionaux TER Pays de la Loire, circulant entre Cholet et Angers Saint-Laud ou Nantes.

## Situation ferroviaire
Établie à 125 mètres d'altitude, la gare de Cholet est située au point kilométrique (PK) 42,488 de la ligne de La Possonnière à Niort. Gare de bifurcation, elle est également la gare terminus de la ligne de Clisson à Cholet, au PK 38,945.

Sur la ligne de La Possonnière à Niort, la gare précédente ouverte au trafic est la gare de Chemillé, séparée par celle aujourd'hui fermée de Trémentines. En direction de Niort, la ligne n'est plus exploitée et la gare suivante est la gare de Maulévrier.

Sur la ligne de Clisson à Cholet, la gare précédente ouverte au trafic est la gare de Torfou - Le Longeron - Tiffauges, séparée par celles aujourd'hui fermées de Saint-Christophe-du-Bois et d'Évrunes.

## Histoire
Elle fut construite en 1865 pour l'inauguration de la ligne La Possonnière - Niort. En effet, lors de l'édification de la voie de chemin de fer d'Orléans à Nantes, les habitants quémandaient le passage du train dans la ville. 
Jadis, la seule voie existante était celle qui mène de La Possonnière à Cholet. En effet, la voie arpentait le bocage des Mauges en passant par La Jumellière, Chemillé et Trémentines. Elle sera semblablement prolongée jusqu'à Niort. Prisée pour l'inauguration, l'empereur Napoléon III ne lorgnait malheureusement pas y donner de suite. 
L'arrivée du train a permis de favoriser le développement et l'urbanisation du nord de la ville, en particulier avec la construction de la place de la République en 1864 et de la rue du Paradis. En 1882, une deuxième ligne Cholet-Clisson est ouverte. Avec ses 15 000 habitants et ses 3 200 militaires, la ville constitue un lieu important à desservir et devient une liaison importante. On recensait également trois voies de voyageurs et quatre de marchandises où les chemins de fer de l'État coudoyaient le train du Petit Anjou dès 1896. Il fit à halte à Cholet jusqu'en 1944. 
Selon les estimations de la SNCF, la fréquentation annuelle de la gare est de 557 584 voyageurs en 2014, 535 151 voyageurs en 2015 et 502 409 voyageurs en 2016. En 2017, elle était de 540 184 voyageurs. En 2019, elle était de 499 882 voyageurs.

## Services voyageurs

### Accueil
Gare SNCF, elle dispose d'un bâtiment voyageurs, avec guichets, ouvert tous les jours. Elle est équipée d'automates pour l'achat de titres de transport TER. Gare « Accès Plus » elle dispose d'un service d'accueil et d'accompagnement des voyageurs en situation de handicap.

### Desserte
Cholet est desservie par des trains TER Pays de la Loire, qui circulent entre Cholet et Angers Saint-Laud ou Nantes.
L'offre est la suivante[réf. nécessaire] :
- vers Angers :  12,5 allers-retours du lundi au vendredi, 8 allers-retours le samedi et 6,5 allers-retours le dimanche ;
- vers Nantes : 9 allers-retours du lundi au vendredi, 1,5 aller-retour le samedi et 2 allers-retours le dimanche.

### Intermodalité
Un parc pour les vélos et un parking pour les véhicules sont aménagés.
Cholet est desservie par des cars TER Pays de la Loire circulant entre Nantes et Cholet ou jusqu'à Poitiers. 
Elle est aussi desservie par la ligne 1 du réseau Choletbus qui la met à moins de 10 minutes du centre-ville de Cholet. Elle est également desservie par la ligne A qui relie la gare au domaine universitaire de Cholet en 10 minutes mais uniquement en période scolaire.

## Service des marchandises
Cette gare est ouverte au service du fret.